# Thống Nhất, Lạng Sơn
Thống Nhất là một xã thuộc tỉnh Lạng Sơn, Việt Nam.

## Địa lý
Xã Thống Nhất nằm ở phía tây bắc huyện Lộc Bình, có vị trí địa lý:
- Phía đông giáp thị trấn Lộc Bình và các xã Đông Quan, Đồng Bục
- Phía tây giáp huyện Chi Lăng
- Phía nam giáp xã Minh Hiệp
- Phía bắc giáp xã Khánh Xuân (qua sông Kỳ Cùng) và huyện Cao Lộc.

Xã Thống Nhất có diện tích 47,31 km², dân số năm 2018 là 6.791 người, mật độ dân số đạt 144 người/km².

## Lịch sử
Địa bàn xã Thống Nhất hiện nay trước đây vốn là 4 xã: Xuân Tình, Như Khuê, Vân Mộng, Nhượng Bạn thuộc huyện Lộc Bình.
Trước khi sáp nhập, xã Xuân Tình có diện tích 7,77 km², dân số là 1.528 người, mật độ dân số đạt 197 người/km². Xã Như Khuê có diện tích 8,44 km², dân số là 1.361 người, mật độ dân số đạt 161 người/km². Xã Vân Mộng có diện tích 16,16 km², dân số là 2.252 người, mật độ dân số đạt 139 người/km². Xã Nhượng Bạn có diện tích 14,94 km², dân số là 1.650 người, mật độ dân số đạt 110 người/km².
Ngày 21 tháng 11 năm 2019, Ủy ban Thường vụ Quốc hội ban hành Nghị quyết số 818/NQ-UBTVQH14 về việc sắp xếp các đơn vị hành chính cấp xã thuộc tỉnh Lạng Sơn (nghị quyết có hiệu lực từ ngày 1 tháng 1 năm 2020). Theo đó, sáp nhập toàn bộ diện tích và dân số của 4 xã: Xuân Tình, Như Khuê, Vân Mộng, Nhượng Bạn thành xã Thống Nhất.